# Charles Couche
Charles Henri-François Couche (* 24. Juli 1815 in Saint-Cyr-l’École; † 24. Juli 1879) war Generalinspekteur der staatlichen Minengesellschaften sowie Professor für Eisenbahn-Wissenschaft an der École des mines in Paris. In diesen beiden Funktionen war er Autor zahlreicher wissenschaftlicher Werke.

## Leben und Werk
Charles Couche kam als Sohn des Ingenieurwissenschaftlers Jean Pierre und dessen Frau Marie Eléonore, geborene Fleury, wie sein Bruder Edouard (1832–1885), der später bei der Chemins de fer du Nord für die Trassierung und den Bau von Strecken und Brücken zuständig war, früh mit Technik und Konstruktion in Berührung. Ferner hatte er noch den älteren Bruder Joseph (1813–1875) und die jüngere Schwester Lambertine (1822–1898).
1833 absolvierte Couche das Polytechnikum und errang einen von 48 Plätzen der École des mines, die damals noch École nationale supérieure des mines de Paris hieß und gerade ihr 50-jähriges Bestehen feierte. Am 5. Mai 1840 graduierte er zum Corps des mines.
An dieser Schule lehrte er von 1846 bis zu seinem Tod 1879 über die Eisenbahntechnik. In diese Zeit der Forschung und Lehre fallen seine Veröffentlichungen über Konstruktionsmodelle von Lokomotiven, Radlager, Schienenprofile und Rollwiderstand. Ferner schrieb er über Sicherheitsaspekte und über Normung. Die Beharrlichkeit und die Strenge, mit der er seine Anliegen veröffentlichte, trug nicht immer zu seiner Beliebtheit bei. Auch vermissten seine Kritiker die Herstellung von Zusammenhängen, die über sein Wissensgebiet hinausgehen könnten. Besonders hervorzuheben ist jedoch seine 1867 erschienene „meisterhafte Abhandlung über das Gleis, das rollende Material und den technischen Betrieb der Eisenbahnen (Voie, matériel roulant et exploitation technique des chemins de fer ouvrage suivi d’un appendice sur les travaux d’art)“.
Parallel dazu arbeitete er bei verschiedenen, namhaften Eisenbahnunternehmen, doch 1849 stieg er als Secrétaire der „Commission des Annales des mines“ zunächst bei der Minengesellschaft ein. 1852 erhielt er das Ritterkreuz der Ehrenlegion und wurde zum Mitglied der Dampfmaschinenkommission im Département Seine ernannt. 1857 kam er als Abteilungsleiter zur Chemins de fer de l’Est et des Ardennes und ab 1868 übte er die gleiche Funktion bei der Compagnie des chemins de fer de Paris à Lyon et à la Méditerranée aus. Zusätzlich wurde er 1877 Präsident der Commission des inventions et règlements und im Jahr darauf Vorsitzender der Jury für Eisenbahnerzeugnisse für die Weltausstellung Paris 1878.

## Werke
- Liste seiner Werke in der Bibliothèque nationale de France